# Multi-Pathing
Von Multi-Pathing spricht man, wenn es einem Server möglich ist, über mehrere Host-Bus-Adapter dasselbe Festplattensubsystem zu erreichen. Vor allem in geclusterten Umgebungen ist diese Technologie sehr verbreitet und bringt die benötigte Redundanz.

## Betriebsmodi

### Aktiv/Passiv
Fällt ein aktiver Pfad beispielsweise durch einen Hardwareschaden aus, kann der Datentransfer über die noch vorhandenen Verbindungen weiter stattfinden (Failover) ohne dass die auf dem System laufenden Programme beeinträchtigt werden.

### Aktiv/Aktiv
Der Datentransfer zwischen beiden Systemen kann auf alle vorhandenen Datenwege verteilt werden (Lastverteilung). Durch den Einsatz mehrerer Host Bus Adapter in den Plattensubsystemen und den Servern lässt sich somit die mögliche Gesamtübertragungsgeschwindigkeit steigern. Auch hier übernehmen in einem Fehlerfall die noch vorhandenen Verbindungen bei einem Ausfall eines Pfads dessen laufende Datentransfers.

## Implementierungen
Es gibt mehrere Ansatzpunkte, Multi-Pathing zu implementieren:
- Im Logical Volume Manager kann ein Physical Volume mit mehreren Pfaden konfiguriert werden (beispielsweise unter HP-UX mit PV Links)
- im block layer, z. B. unter Linux im Device Mapper
- Im Treiber des Host-Bus-Adapter (beispielsweise im QLogic-Treiber für Linux)
- Im Treiber für Festplatten (beispielsweise MPIO unter AIX)
- Als zusätzlicher Treiber, der neue virtuelle Festplatten für das Betriebssystem sichtbar macht (beispielsweise EMC Power Path mit Power Devices)